# Manuela Günter

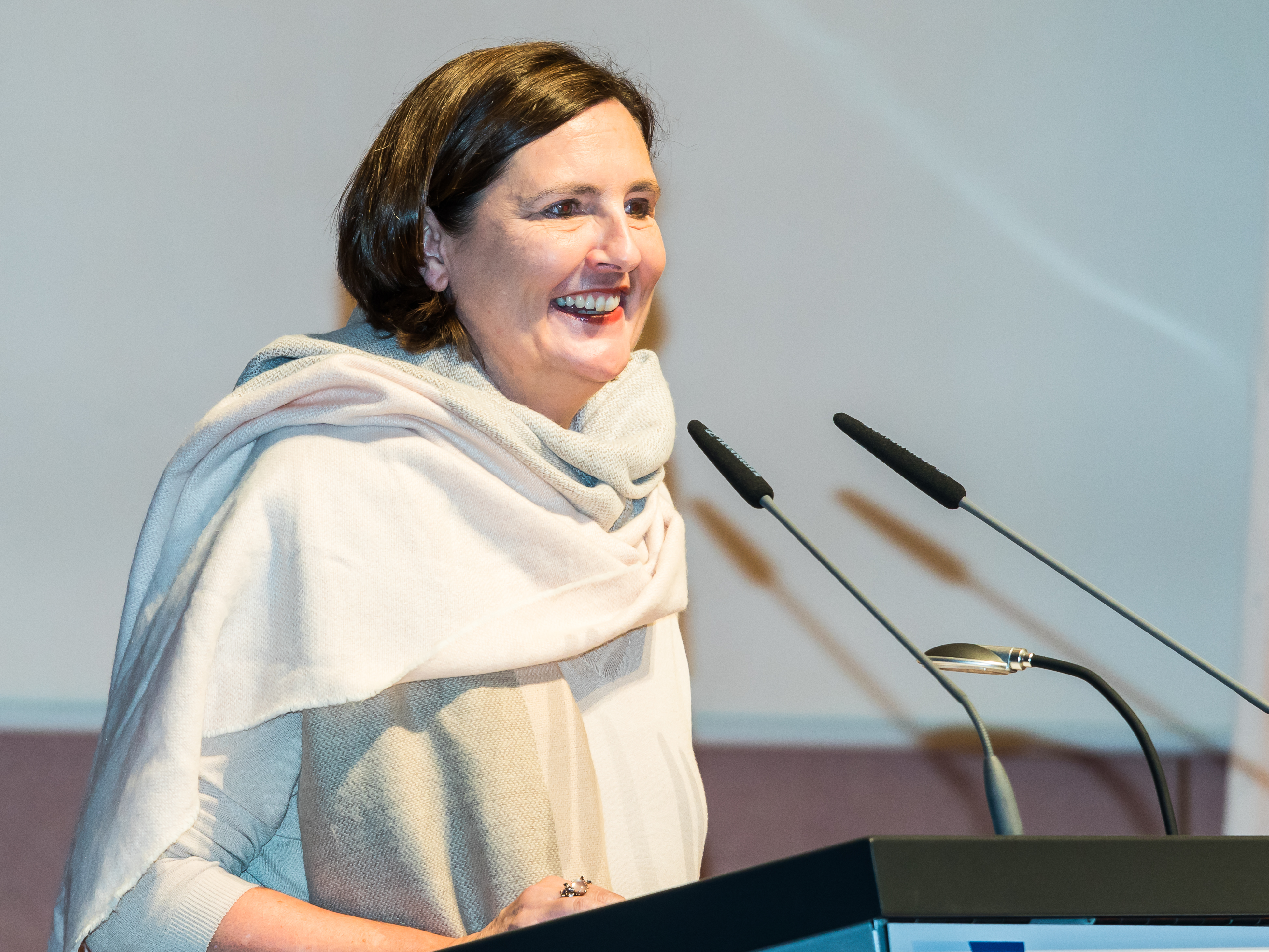
Manuela Günter (2018)

Manuela Günter (* 1964) ist eine deutsche Germanistin.

## Leben
Das Studium (1983–1989) der Germanistik, Philosophie und Soziologie an der LMU München schloss sie 1989 mit Magister Artium und der Promotion 1995 ab. Von 1995 bis 1997 war sie wissenschaftliche Mitarbeiterin an der LMU München. Von 1997 bis 2001 war sie wissenschaftliche Assistentin am IdSL I der Universität zu Köln. Im April 2001 wurde sie zur Akademischen Rätin ernannt. Von 2003 bis 2006 hatte sie ein Lise-Meitner-Habilitationsstipendium des Landes NRW. Nach der Venia Legendi im Juli 2007 für Neuere deutsche Literaturwissenschaft wurde sie im Juli 2008 zur Akademischen Oberrätin ernannt. Im Oktober 2011 wurde sie zur außerplanmäßigen Professorin ernannt. Von 2015 bis 2019 war sie Prorektorin für Gleichstellung und Diversität der Universität zu Köln.
Ihre Forschungsschwerpunkte sind Literaturgeschichte und Geschlecht, Literatur in Medien im 18. und 19. Jahrhundert, populäre Klassik, Autobiographie, Shoah-Literatur und Literatur und Migration.

## Schriften (Auswahl)
- Anatomie des Anti-Subjekts. Zur Subversion autobiographischen Schreibens bei Siegfried Kracauer, Walter Benjamin und Carl Einstein. Würzburg 1996, ISBN 3-8260-1229-1.
- (Hrsg.): Überleben schreiben. Zur Autobiographik der Shoah. Würzburg 2002, ISBN 3-8260-2219-X.
- mit Günter Butzer (Hrsg.): Kulturelles Vergessen. Medien – Rituale – Orte. Göttingen 2004, ISBN 3-525-35580-7.
- Im Vorhof der Kunst. Mediengeschichten der Literatur im 19. Jahrhundert. Bielefeld 2008, ISBN 3-89942-824-2.